# 格西科才·慈智木
格西科才·慈智木（1969年2月—）出生于甘肃省甘南藏族自治州夏河县科才乡，毕业于北京大学哲学系、俄罗斯远东国立大学哲学系、泰国朱拉隆功大学佛学系，为第六世贡唐仓活佛文殊大师真传弟子。

## 生平
1969年，格西科才·慈智木出生在甘肃省甘南藏族自治州夏河县科才乡，其家庭是信奉藏传佛教的牧民，他母亲一共生了10个孩子，其中7个男孩，3个女孩，他是家中的第6个男孩，儿时，喜欢在草原上放羊放牛。由于家中人口多，贫穷，他在9岁的时候尚未到学校读书，在给学校读书的哥哥送午餐的时候，他会在旁聆听，忘记回家。 父母看到其热爱读书学习，就把送入了学校，因为天资聪慧，格西科才·慈智木学习领悟速度超过常人。
13岁时，格西科才·慈智木瞒着父母亲，在一个藏传佛教出家人的带领下出家为僧，剃度之后，他又回到学校，完成了学业。  夏河县政府把他引荐给贡唐仓大师，贡唐仓大师说：“这个孩子很有佛缘，他入了佛门能为国家为人民甚至人类作出更大的贡献。”，格西科才·慈智木便拜入贡唐仓大师门下为其弟子。
1984年，格西科才·慈智木在拉卜楞寺大格西 金巴坚措坐前受戒，并且系统地学习藏传佛教显宗“五部大论”、密宗“四续部”等十明学科 。
1991年，格西科才·慈智木担任拉卜楞寺甘肃佛学院名学经师，后出任“第六世贡唐仲钦堪布”。
1992年，格西科才·慈智木入选活佛名单，为活佛。
格西科才·慈智木经常在亚洲日本、韩国、蒙古利亚、马来西亚、新加坡，美国纽约、华盛顿特区，加拿大温哥华，大洋洲澳大利亚，欧洲法国、瑞士等地讲经说法。

## 公职
- 《维玛尔》创刊人兼主编
- 北京雪域十明文化研究中心创始人兼主席
- 甘南藏族自治州深圳联络处主任
- 科才教育救助协会会长
- 科才雪域牧民扶贫基地创始人兼主席

## 作品
- . 民族出版社. 2003年: 16313页. ISBN 7105053887 （中文（中国大陆））.[2]

## 奖项
| 年份   | 作品 | 奖项             | 是否得奖 | 备注 |
| ------ | ---- | ---------------- | -------- | ---- |
| 2002年 |      | 世界和平文化使者 | 獲獎     |      |
| 2004年 |      | 世界和平大使     | 獲獎     |      |
| 2005年 |      | 世界和平大使     | 獲獎     |      |

## 脚注
1. ↑  大格西，中文为“博士”。
2. ↑  十明：大五明为工巧明、医方明、声明、因明、内明；小五明为历算、诗歌、词藻、音韵、戏剧。